# Cheiracanthium kazachstanicum
Cheiracanthium kazachstanicum là một loài nhện trong họ Miturgidae.
Loài này thuộc chi Cheiracanthium. Cheiracanthium kazachstanicum được A. V. Ponomarev miêu tả năm 2007.